# 인라인하키
인라인하키(Inline hockey)는 인라인 스케이트 장비를 착용하고 스틱으로 퍽을 상대로 골에 넣어 득점하는 스포츠이다.
이는 단단하고 매끄러운 표면에서 플레이되는 하키의 변형으로, 선수는 인라인 스케이트를 사용하여 움직이고 아이스하키 스틱을 사용하여 딱딱한 플라스틱 퍽을 상대방의 골대에 쏘아 점수를 얻는다. 이 스포츠는 매우 빠르게 진행되고 자유롭게 흐르는 게임이며 접촉 스포츠로 간주되지만 신체 검사는 금지된다. 링크에는 각 팀 골키퍼를 포함해 4명의 선수가 동시에 입장하며, 한 팀은 보통 16명으로 구성된다. 프로 리그가 있는데 그 중 하나가 내셔널 롤러 하키 리그(NRHL)이다. 접촉 스포츠는 아니지만 예외가 있다. 즉, NRHL에는 싸움이 포함된다.
아이스하키와 달리 롤러하키에는 블루라인이나 수비구역이 없다. 이는 대부분의 규칙 코드에 따르면 게임 플레이 중에 발생할 수 있는 오프사이드나 아이싱이 없음을 의미한다. 이는 링크에 있는 더 적은 수의 플레이어와 함께 더 빠른 게임 플레이를 가능하게 한다. 전통적으로 시계가 정지된 20분 기간이 2회 또는 10분 기간이 4회 있다.
미국의 스포츠 최고 관리 기관은 USA Roller Sports(USARS)이다. USARS는 여러 토너먼트 시리즈 전반에 걸쳐 사용되는 현재의 규칙 및 규정을 개발한 공로를 인정받았다. 그들은 미국 전역에서 토너먼트를 조직하지만 유일한 토너먼트 제공자는 아니다. 다른 독립 토너먼트 제공자로는 Amateur Athletic Union, North American Roller Championships 및 Torhs 2 Hot 4 Ice 토너먼트 시리즈가 있다. 국제적으로 인라인 하키는 월드 스케이트(World Skate)와 국제 아이스하키 연맹(IIHF)이라는 두 가지 다른 연합으로 대표된다. 각각은 자체적으로 연례 세계 선수권 대회를 조직한다.
2022년 러시아의 우크라이나 침공으로 인해 월드 스케이트는 러시아와 벨로루시 선수 및 관계자들의 대회 참가를 금지했으며, 2022년에는 러시아나 벨로루시에서 어떤 대회도 개최하지 않을 예정이다.

## 같이 보기
- 세계 롤러스포츠 연맹